# Oryctes prolixus
Oryctes prolixus är en skalbaggsart som beskrevs av Thomas Vernon Wollaston 1864. Oryctes prolixus ingår i släktet Oryctes och familjen Dynastidae. Inga underarter finns listade i Catalogue of Life.